# Lova Blom
Lova Blom, född 15 juli 2003 i Stockholm, är en svensk ishockeyspelare som spelar för Djurgårdens IF i Svenska damhockeyligan (SDHL), den högsta serien inom ishockey för damer i Sverige. Blom anses vara en av de mest lovande talangerna inom hockey i Sverige.
År 2018 spelade Lova Blom i tävlingen "TV-pucken", med manliga motståndare. Hon var den sjätte tjejen någonsin som deltog i tävlingen i Sverige, och den enda i 2018 års turnering.

## Landslagskarriär
Lova Blom spelade Junior-VM i hockey med U18-landslaget 3 gånger (Ryssland 2018, Japan 2019 och Slovakien 2020). År 2018 vann hon silver med laget, när hon var bara 14 år gammal.
Lova Blom gjorde sin debut med seniorlandslaget i juni 2021, och gjorde sitt första mål i samma match mot Danmark (5-2).